# Brady Drum Company
Pour les articles homonymes, voir Brady.
Brady Drum Company était une entreprise australienne basée à Armadale spécialisée dans la fabrication manuelle de batteries. L'entreprise, née au début des années 1980, était dirigée par son fondateur, Chris Brady. Alors qu'il avait vendu sa société en 2006, Brady en reprit les commandes en novembre 2007, en refaisant une entreprise familiale. Chris Brady est maître-artisan, Kelly Brady s'occupe du marketing, de la publicité et des ventes, Shane Brady de l'administration et des finances, et Ric Shinnick de la logistique et de l'import-export. En 2015, un communiqué publié sur le site internet de l'entreprise annonce la cessation des activités à la suite des problèmes de santé rencontrés par Brady.
La firme utilise des bois durs typiquement australiens, comme le jarrah, le wandoo, le filao ou le brown mallet pour réaliser ses fûts. La société, bien qu'elle produise toutes les types de fûts, est surtout connue pour la qualité de ses caisses claires.
De nombreux batteurs célèbres utilisent ou ont utilisé des batteries (ou des éléments de batterie) de marque Brady, notamment Will Calhoun (Living Colour), Steve Ferrone, Chad Smith (Red Hot Chili Peppers), Jeff Porcaro, Thomas Lang, Thomas Wydler (Nick Cave and the Bad Seeds), Travis Barker (Blink-182), Nathan Followill (Kings of Leon), Larry Mullen Junior (U2) ou Nick Hodgson (Kaiser Chiefs).